# Дуг Вейт
Дуглас Деніел Вейт (англ. Douglas Daniel Weight; 21 січня 1971, м. Детройт, США) — американський хокеїст, центральний нападник. Помічник головного тренера «Нью-Йорк Айлендерс».
Виступав за «Нью-Йорк Рейнджерс», «Бінгемптон Рейнджерс» (АХЛ), «Едмонтон Ойлерс», «Розенгайм», «Сент-Луїс Блюз», «Франкфурт Лайонс», «Кароліна Гаррікейнс», «Анагайм Дакс», «Нью-Йорк Айлендерс».
В чемпіонатах НХЛ — 1238 матчів (278+755), у турнірах Кубка Стенлі — 97 матчів (23+39).
У складі національної збірної США учасник зимових Олімпійських ігор 1998, 2002 і 2006 (16 матчів, 0+8), учасник чемпіонатів світу 1993, 1994 і 2005 (21 матч, 1+15), учасник Кубка світу 1996 і 2004 (12 матчів, 4+4). У складі молодіжної збірної США учасник чемпіонату світу 1991.
Досягнення
- Срібний призер зимових Олімпійських ігор (2002)
- Володар Кубка Стенлі (2006)
- Переможець Кубка світу (1996)
- Учасник матчу всіх зірок НХЛ (1996, 1998, 2001, 2004).

Нагороди
- Пам'ятний трофей Кінга Кленсі (2011)

Тренерська кар'єра
- Помічник головного тренера «Нью-Йорк Айлендерс» (2011—12, НХЛ).